# Tarzanbahn

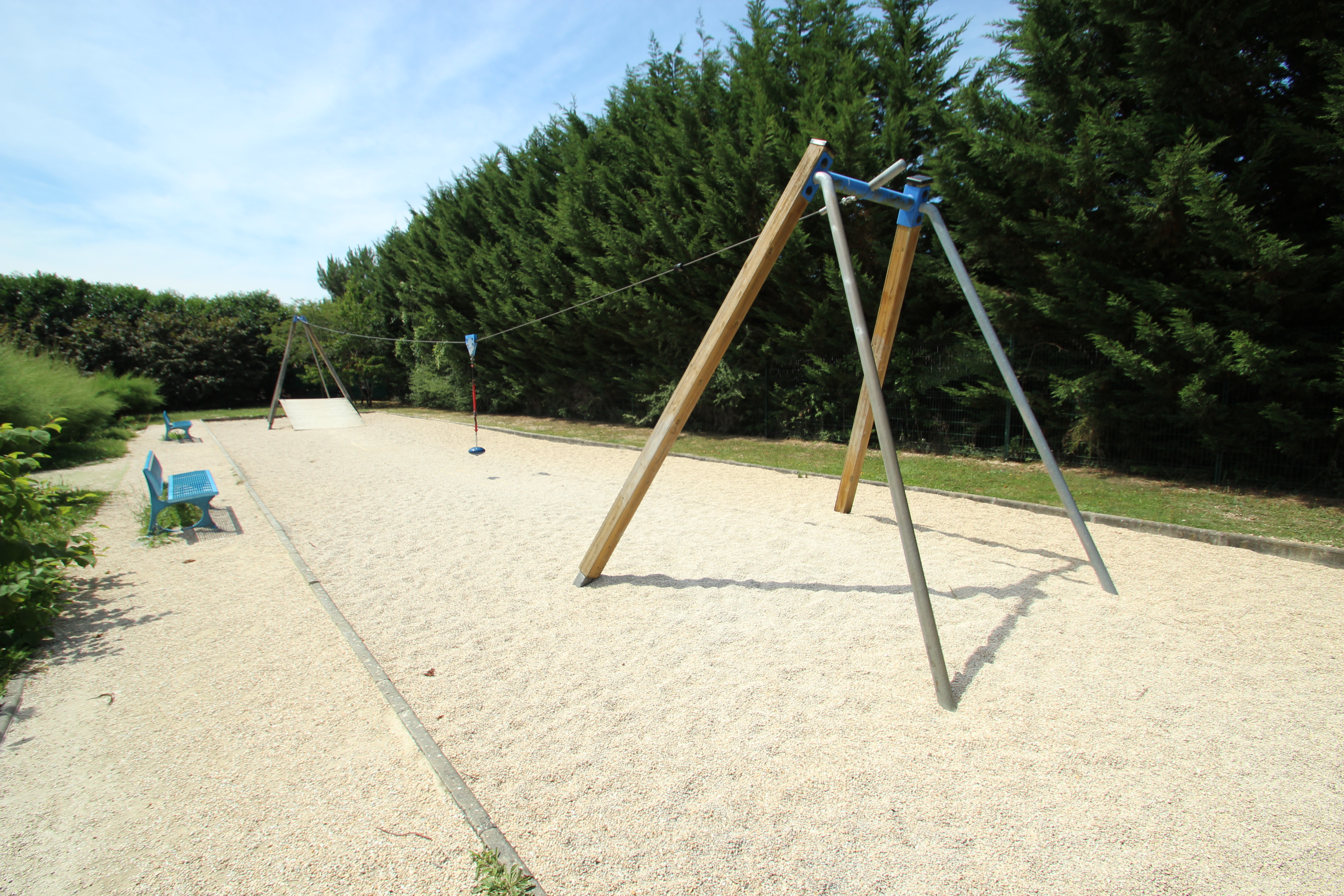
Spielplatzseilbahn

Tarzanbahnen (auch: Spielplatz-Seilbahnen oder Kinderseilbahn) sind Spielgeräte, die auf manchen Spielplätzen anzutreffen sind. Sie bewegen sich ohne Motorkraft nur unter Ausnutzung der Schwerkraft. An einem zwischen zwei Widerlagern gespannten Stahlseil mit einem Durchmesser von meistens zehn Millimetern hängt an einem Gehänge mit Laufrollen eine Stand- oder Sitzmöglichkeit, letztere meist in Form eines Sitztellers wie beim Tellerlift. Von einer leicht erhöhten Position fährt man nach unten und wird dort durch eine Auflaufbremse gestoppt. Die Bewegungsenergie wird von einer Feder oder einem Autoreifen aufgenommen. Seilbahnen auf Spielplätzen müssen seit 1998 der europäischen Norm DIN EN 1176 Teil 1 und insbesondere Teil 4 sowie der darunter befindliche stoßdämpfende Boden der DIN EN 1177 entsprechen. Davor galt die deutsche Norm DIN 7926.
Entsprechend der gekurvten Fahrlinie ist die Beschleunigung – ohne Abstoßen und Anschubsen – zu Beginn der Strecke am größten und läuft die Fahrlinie, deren Durchhang etwas vom Passagiergewicht abhängt, zuletzt ein wenig bergauf, was zum Abbremsen des Passagiers beiträgt. Nach erfolgter Abfahrt ist der Fahrteller händisch, eventuell mittels eines anhängenden Seilstücks (ohne Schlinge, eventuell jedoch mit Knoten) wieder nach oben zu ziehen, was durch geeignetes Geländeprofil ermöglicht werden muss.